# Krista Allen
Pour les articles homonymes, voir Allen.
Krista Allen, née le 5 avril 1971 à Ventura, en Californie (États-Unis), est une actrice américaine.
Elle s'est fait connaître, entre autres, pour son rôle dans une série de téléfilms érotiques de la franchise Emmanuelle.

## Biographie

### Enfance
Krista Allen-Moritt est née le 5 avril 1971 à Ventura, (Californie, États-Unis).

### Carrière
L'actrice commence sa carrière dans la série de téléfilms érotiques, Emmanuelle. Elle poursuit ensuite son chemin sur le petit écran en jouant des rôles de guest-star dans de nombreuses productions telles que Pacific Blue, Les Dessous de Palm Beach et Mariés, deux enfants entre autres.
En 1996, elle intègre le casting du feuilleton, Des jours et des vies, où elle reprend le rôle de Billie Reed, délaissé par Lisa Rinna. En 1999, l'actrice quitte le soap opera afin de rejoindre le casting récurrent de Alerte à Hawaï. Elle est promue au générique dès la saison suivante, qui sera la dernière. L'actrice rebondit rapidement en jouant dans quelques épisodes de Charmed.
Parallèlement, sa carrière cinématographique est rythmée de seconds rôles où elle joue souvent le rôle d'une jolie jeune femme. Elle est également l'héroïne de certains films sortis directement en vidéo comme Au-delà des profondeurs et Des serpents à bord. Néanmoins, l'actrice réussit à jouer dans quelques films marquants comme Self Control, Black Widow (en) et Destination finale 4.
En 2005, Krista Allen est au sein de la distribution principale de la série Head Cases (en), qui est rapidement annulée. Elle obtient par la suite des rôles récurrents dans What About Brian (2006 - 2007), Starter Wife (2008), The Philanthropist (2009) et The L.A. Complex (2012).
En 2015, elle revient en tête d'affiche de la série Significant Mother, dans laquelle elle interprète une femme qui entretient une liaison avec le meilleur ami de son fils. La série s'arrête au bout de neuf épisodes.
Depuis, elle continue d’apparaître dans de nombreux films indépendants et a tenu un rôle dans un épisode de la huitième saison de l'acclamée série Modern Family.
En 2021, elle reprend le rôle de Taylor Hayes dans Amour, Gloire et Beauté. Sa première apparition est prévue pour début décembre 2021 aux États-Unis.

### Vie privée
Allen est vegan,.
Elle a été mariée au producteur Justin Moritt de 1996 à 1999. De cette union est né un fils, Jake Moritt, le 12 juillet 1997.
Allen a ensuite été mariée au rappeur iranien Mams Taylor d'octobre 2010 à février 2012.
Elle a été en couple pendant deux ans avec George Clooney et vit depuis 2015 avec Nathan Fillion.

## Filmographie

### Cinéma
- 1994 : Emmanuelle dans l'espace (en) (Emmanuelle, Queen of the Galaxy) : Emmanuelle
- 1996 : Raven : Cali Goodwin
- 1997 : Menteur, menteur (Liar Liar) de Tom Shadyac : La belle femme dans l'ascenseur
- 1997 : The Haunted Sea : 2nd Mate Johnson
- 2000 : Sunset Strip (en) d'Adam Collis (en) : Jennifer
- 2001 : Totally Blonde : Meg Peters
- 2001 : Vacances en enfer (Face Value) : Syd Deshaye
- 2002 : Confessions d'un homme dangereux (Confessions of a Dangerous Mind) : "pretty woman"
- 2003 : Self Control (Anger Management) : Stacy
- 2003 : Paycheck : Une femme en hologramme
- 2004 : Shut Up and Kiss Me! : Tiara Benedette
- 2004 : Tony 'n' Tina's Wedding : Maddy
- 2004 : Meet Market : Lucinda
- 2005 : Feast : Tuffy
- 2007 : All Along : Dr Sara Thompson
- 2007 : Leo (court-métrage) : Krista
- 2007 : The Third Nail : Hannah
- 2009 : Destination finale 4 (The Final Destination) : Samantha Lane
- 2009 : Alien Presence : Waymar
- 2009 : Des serpents à bord (Silent Venom) : Dr Andrea Swanson
- 2010 : Black Widow (en) : Jennifer
- 2012 : Little Women, Big Cars : Doro
- 2013 : Shellnapped (court-métrage) : voisine
- 2013 : The Dream Job (court-métrage) : La nettoyeuse
- 2014 : Locker 13 : Patricia
- 2014 : Fatal Instinct : Jen 'Jenny' Decker
- 2015 : Spare Change : Sheila
- 2017 : This is Meg : Brooke
- 2018 : For the Hits : Suzanne

### Télévision

#### Séries télévisées
- 1995 : Deadly Games (en) : Mademoiselle Fleisig (saison 1, épisode 2)
- 1995 - 1996 : Surfers Détéctives (High Tide) : Patty (saison 2 - 3 épisodes)
- 1996 : Pacific Blue : Theresa Vanoni (saison 1, épisode 6)
- 1996 : Diagnostic : Meurtre (Diagnosis Murder) : Page Tanner (saison 3, épisode 8)
- 1996 : Les Dessous de Palm Beach (Silk Stalkings) : Sharon Grayson / Cora Jean Riggs (saison 5, épisode 16)
- 1996 : Mariés, deux enfants (Married with Children) : Crystal Clark (saison 10, épisode 17)
- 1996 : Code Lisa (Weird Science) : Annabel (saison 4, épisode 19)
- 1996 - 1999 : Des jours et des vies (Days of Our Lives) : Billie Reed #2
- 1999: Pacific Blue : Ann Fairchild (saison 5, épisode 9)
- 2000 : X-Files : Aux frontières du réel : Maitreya (saison 7, épisode 13 : Maitreya)
- 2000 : La Loi du fugitif (18 Wheels of Justice) : Jessica Macy (saison 1, épisode 12)
- 2000 - 2001 : Les Experts (CSI : Crime Scene Investigation) : Kristy Hopkins (saison 1 - 3 épisodes)
- 2000 - 2001 : Alerte à Hawaï (Baywatch Hawaii) : Jenna Avid (saisons 10 et 11 - 26 épisodes)
- 2001 : Arliss : Krista (saison 6, épisode 10)
- 2001 : Spin City : Jesse (saison 6, épisode 6)
- 2001 : Charmed : L'Oracle (saison 4 - 7 épisodes)
- 2001 : Inside Schwartz (en) : Kelsie Anders (saison 1, épisode 5)
- 2002 : Friends : Mable (saison 8, épisode 12)
- 2002 : L'Île de l'étrange (Glory Days) : Mélanie Stark (saison 1, épisode 3)
- 2002 : Mutant X : Lorna Templeton (saison 1, épisode 20)
- 2002 : Smallville : Desiree Atkins (saison 2, épisode 2)
- 2003 : Fastlane : Skyler Kase (saison 1, épisodes 13 et 14)
- 2003 : Andromeda : La princesse (saison 3, épisode 19)
- 2003 : Voilà ! (Just Shoot Me !) : Mary Elizabeth (saison 7, épisode 20)
- 2003 : Frasier : Liz Wright (saison 11, épisode 5)
- 2003 : Mon oncle Charlie (Two and A Half Men) : Olivia Pearson (saison 1, épisode 6)
- 2003 : The Lyon's Den (en) : Gloria (saison 1, épisodes 7 et 8)
- 2004 : I'm with Her (en) : Jennifer (saison 1, épisode 22)
- 2004 : The Screaming Cocktail Hour : Chanteuse
- 2005 : Monk : Teresa Telenko (saison 3, épisode 14)
- 2005 : Jake in Progress (en) : Lisa (saison 1, épisode 7)
- 2005 : Head Cases (en) : Laurie Payne (saison 1, épisode 1 et 2)
- 2006 : Freddie : Kaitlyn (saison 1, épisode 19)
- 2006 : Out of Practice : Kathy Kelly (saison 1, épisode 17)
- 2006 - 2007 : What About Brian : Bridget Keller (saison 2 - 11 épisodes)
- 2008 : Cashmere Mafia : Victoria (saison 1, épisode 2)
- 2008 : The Starter Wife : Eve (saison 1 - 4 épisodes)
- 2009 : Dirty Sexy Money : Dana Whatley (saison 2, épisodes 12 et 13)
- 2009 : The Philanthropist : Julia Rist (saison 1 - 3 épisodes)
- 2010 : Life Unexpected : Candace Carter (saison 2, épisode 9)
- 2011 : The Protector : Mademoiselle Monroe (saison 1, épisode 1)
- 2011 : Love Bites : Janine (saison 1, épisode 4)
- 2012 : Perception : Allison Bannister (saison 1, épisode 6)
- 2012 : The L.A. Complex : Jennifer Blake Bell (saison 2 - 7 épisodes)
- 2013 : Leçons sur le mariage (Rules of Engagement) : Heidi (saison 7, épisode 11)
- 2013 : Melissa and Joey : Candice (saison 3, épisode 13)
- 2014 : Hawaii Five-O : Nani Kahanu (saison 4, épisode 18)
- 2014 : Mistresses : Janine Winterbaum (saison 2, épisodes 2 et 4)
- 2014 : Castle : Naomi Duvray (saison 7, épisode 9)[4]
- 2015 : Significant Mother : Lydia Marlowe (saison 1 - 9 épisodes)
- 2017 : Modern Family : Une hôtesse de l'air (saison 8, épisode 18)
- 2021-2023 : Amour, gloire et beauté[5] : Taylor Hayes Forrester #2 (304 épisodes)

#### Téléfilms
- 1994 : Emmanuelle 1: First Contact (en) (Emmanuelle in Space) : Emmanuelle
- 1994 : Les Promesses d'Emmanuelle (en) (Emmanuelle 2: A World of Desire) : Emmanuelle
- 1994 : Emmanuelle 3: A Lesson in Love (en) : Emmanuelle
- 1994 : Emmanuelle, un monde de désir (en) (Emmanuelle 4: Concealed Fantasy) : Emmanuelle
- 1994 : Emmanuelle 5: A Time to Dream (en) : Emmanuelle
- 1994 : Emmanuelle 6: One Final Fling (en) : Emmanuelle
- 1994 : Emmanuelle 7 - sortilège sexuel (en) (Emmanuelle 7: The Meaning of Love) : Emmanuelle
- 1996 : Rolling Thunder : Michelle
- 1999 : Au-delà des profondeurs (Avalon: Beyond the Abyss) : Dr Katherine Harrison
- 2002 : Zero Effect
- 2007 : Business Class : Lori
- 2008 : Held Up
- 2009 : La course d'un vie / Dès le premier regard (Shannon's Rainbow) : Jessica
- 2010 : Jesse Stone: sans remords (Jesse Stone: No Remorse) : Cissy Hathaway
- 2014 : RanDumb: The Adventures of an Irish Guy in LA : Sam
- 2015 : Rodéo & Juliette (Rodeo & Juliet) : Karen Rogers
- 2018 : Quand ma fille se met en danger... (Party Mom) : Jackie Anderson
- 2018 : Effroyable invitée (The Perfect Mother) : Ruth Kelly
- 2019 : Je t'aime à te tuer ! (I Almost Married a Serial Killer) : Camille Fiore
- 2020 : Une famille à tout prix ! (The Wrong Stepfather) de David DeCoteau : Karen Woodley

## Voix francophones

### En France
- Sybille Tureau dans :
  - Des jours et des vies (1996-1999)
  - Alerte à Malibu (2000-2001)
  - What About Brian (2008)
  - Des serpents à bord (2009)
  - Dirty Sexy Money (2009)
  - Life Unexpected (2010)
- Dominique Vallée dans :
  - Jesse Stone : Sans remords (2010)
  - Amour, Gloire et Beauté (2021-2023)
- Laura Blanc dans :
  - Une famille à tout prix ! (2020)
  - L’escroc qui m’a séduite (2021)

- Véronique Desmadryl dans :
  - Smallville (2002)
  - Je t’aime à te tuer ! (2019)
- Chantal Baroin dans Diagnostic Meurtre (1996)
- Pauline De Meurville dans Les Experts (2000-2001)
- Michèle Lituac dans Charmed (2001)
- Ludmila Ruoso dans Confessions d'un homme dangereux (2002)
- Martine Irzenski dans Fastlane (2003)
- Marianne Leroux dans Freddie (2006)
- Danièle Douet dans The Philanthropist (2009)
- Magali Barney dans Destination finale 4 (2009)
- Nadine Girard dans The L.A. Complex (2012)
- Armelle Gallaud dans Quand ma fille se met en danger… (2018)

### En Québec
- Marika Lhoumeau dans :
  - Silence venimeux (2009)
  - La destination ultime (2009)